# Buxheimský svatý Kryštof

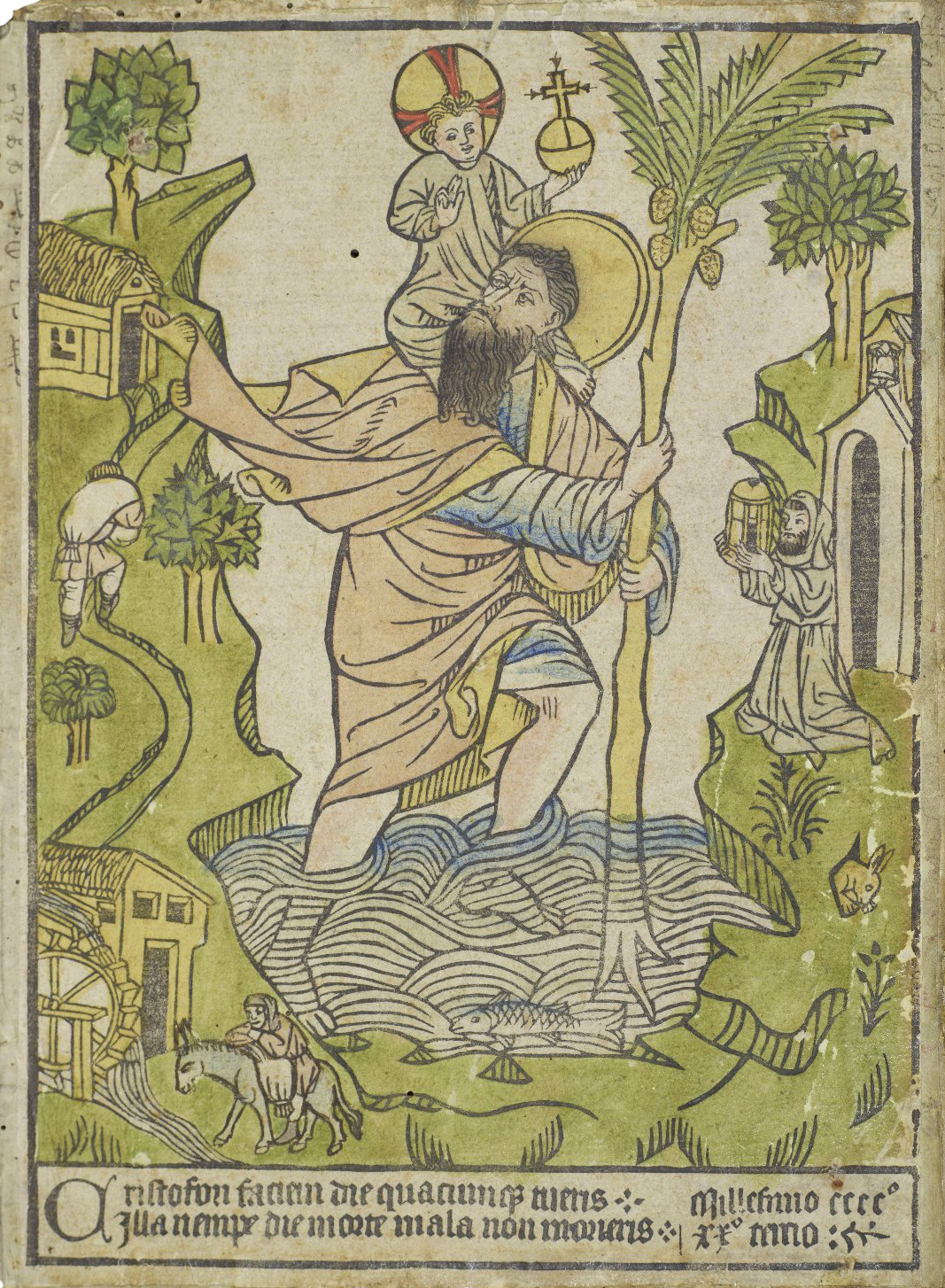
Buxheimský dřevoryt z roku 1423 (ručně kolorován)

Buxheimský sv. Kryštof je jeden z prvních známých dochovaných a ručně kolorovaných dřevotisků z poloviny 15. století Jeho rozměry jsou 28,85x20,7 cm. Dřevoryt byl nalezen v kartuziánské monasterii v jihoněmeckém Buxheimu přilepen na vnitřní zadní straně manuskriptu.  

## Styl
Obojí, jak dřevořezba tak tisk, jsou provedeny velice kvalitně. Autor používá růžně silné kontury k vyjádření různých tvarů. Delikátnější linie jsou použity pro vnitřní modelaci jako např. rysy ve tváři. Krátké, paralelní linie indikují stíny, např. vnitřní strana drapérií. Nejnovější studie určily, že datum 1423, který je do bloku vyřezán, poukazuje nejspíše na historickou událost a ne na datum samotného vzniku tohoto dřevotisku.

## Vyobrazení
Na ilustraci je vyobrazen sv. Kryštof, patron cestujících a ochránce proti černé smrti, nesoucí na svých zádech malého Ježíše Krista přes řeku. Jeho snaha je pozorována svědkem v podobě mnicha, který jim světlem ukazuje cestu ke dveřím kláštera. Na protější straně jsou vyobrazeni dva mlynáři, kteří scénu díky své namáhavé práci, nezaznamenali. Ve spodní části rámečku je latinská inskripce: "Kdykoliv pohlédneš do tváře sv. Kryštofa, v tom dni určitě nezhyneš děsivou smrtí."  

## Funkce
Náboženský předmět, který se prodával jako suvenýr poutníkům na jejich poutních cestách.